# Донбасская оборонительная операция (1942)
Донбасская оборонительная операция (с немецкой стороны — План «Клаузевиц») — фронтовая оборонительная операция войск Южного фронта и левого крыла Юго-Западного фронта, проводившаяся 7—24 июля в ходе летне-осенней кампании 1942 года Великой Отечественной войны; составная часть Воронежско-Ворошиловградской стратегической оборонительной операции. В современной российской историографии иногда разделяется на Валуйско-Россошанскую и Ворошиловградско-Шахтинскую оборонительные операции.

## Военно-стратегическая ситуация
В летней кампании 1942 года командование вермахта поставило главной целью разгром всего южного фланга советско-германского фронта, выход к Волге и овладение Кавказом. Начав 28 июня 1942 года наступление по плану «Блау», противник в короткий срок добился решительного успеха на воронежском направлении и глубоко охватил с севера войска Южного и левого крыла Юго-Западного фронтов (прорыв достиг до 170 километров в глубину за 10 суток). Используя этот успех, командование группы армий «Юг» приступило к выполнению следующего этапа плана Blau — Blau-2. Этот план предусматривал нанесение глубокого рассекающего удара силами 4-й танковой армии на юго-восток из района Острогожска по правому берегу Дона в общем направлении на Кантемировка — Ростов-на-Дону, с целью полного окружения войск этих советских фронтов. Одновременно 1-я танковая армия должна была рассечь оборону Южного фронта ударом из района Артёмовска на Ворошиловград — Каменск-Шахтинский.
Пехотные армии должны были содействовать танковым армиям в уничтожении окруженных советских войск, а затем развивать наступление: 6-я армия на Сталинград, 17-я немецкая армия и 3-я румынская армии – на Кавказ.

## Силы сторон
На третий день после начала операции (9 июля 1942) немецкая группа армий «Юг» (командующий генерал-фельдмаршал Федор фон Бок) была разделена на две группы армий, согласно возложенным на них задачам.
- Группа армий «Б» (командующий Федор фон Бок, с 16 июля 1942 – генерал-полковник Максимилиан фон Вейхс) участвовала в операции своими силами правого крыла в составе:
  - 4-я танковая армия (генерал-полковник Герман Гот): 40-й, 48-й и 24-й танковые корпуса, всего 733 танка,
  - 6-я полевая армия (генерал танковых войск Фридрих Паулюс): 17-й и 51-й армейские корпуса, около 400 танков,
- Группа армий «А» (генерал-фельдмаршал Вильгельм Лист) в полном составе:
- 1-я танковая армия (генерал-полковник Эвальд фон Клейст): 3-й, 14-й танковые корпуса, всего 654 танка
- 17-я армия (генерал-полковник Рихард Руофф): 44-й, 11-й, 52-й армейские корпуса, 49-й горный корпус и 57-й танковый корпус,
- 3-я румынская армия (генерал Петре Думитреску),
- 8-я итальянская армия (генерал армии Итало Гарибольди)[a]

С стороны Красной Армии в операции участвовали:
- Войска левого фланга Юго-Западного фронта (командующий Маршал Советского Союза С.К. Тимошенко), упразднён 12 июля 1942 года. В операции участвовали:
  - 21-я армия (генерал-майор А. И. Данилов)
  - 57-я армия (генерал-майор Д. Н. Никишов)
  - 28-я армия (генерал-майор В, Д. Крючёнкин)
  - 38-я армия (генерал-майор артиллерии К. С. Москаленко)
  - 9-я армия (генерал-лейтенант А. И. Лопатин, с 14 июля — генерал-майор Ф. А. Пархоменко)
  - 8-я воздушная армия (генерал-майор авиации Т. Т. Хрюкин)
- Южный фронт (командующий генерал-лейтенант Р. Я. Малиновский). К началу операции в его составе находилось 522 500 человек, 214 танков.
  - 37-я армия (генерал-майор П. М. Козлов)
  - 12-я армия (генерал-майор А. А. Гречко)
  - 18-я армия (генерал-лейтенант Ф. В. Камков)
  - 56-я армия (генерал-майор В. В. Цыганов)
  - 24-я армия (генерал-лейтенант И. К. Смирнов, с 15 июля — генерал-майор В. В. Марцинкевич)
  - 4-я воздушная армия (генерал-майор авиации К. А. Вершинин)

Уже в ходе операции в состав Южного фронта была дополнительно передана 51-я армия (генерал-майор Н. И. Труфанов). После расформирования Юго-Западного фронта в операции действовал образованный 12 июля 1942 года Сталинградский фронт (командующий С. К. Тимошенко) в составе 21-й, 62-й, 63-й и 64-й армий).  17 июля 1942 года из Южного фронта в Сталинградский фронт были переданы 28-я, 57-я и 38-я армии . Однако в связи с утратой управления и перемешиванием частей фронта этот приказ был выполнен только частично — на Сталинградский фронт прибыли штабы и отдельные части этих армий, остальные войска остались в составе Южного фронта, сами армии пришлось формировать заново.

## Ход операции
Оценив последствия немецкого прорыва фронта на Воронежском направлении, Ставка ВГК поняла стратегический замысел немецкого командования и 6 июля приказала отвести войска Южного фронта на рубеж Денежниково — Трехизбенка — Красный Луч. В ночь на 7 июля войска фронта начали организованный отход. С 8 июля немецкие войска начали преследование войск Южного фронта силами 6-й армии и 1-й танковой армии, разгорелись ожесточённые бои, но прорвать оборону Южного фронта вермахту не удалось.
Однако севернее, в полосе Юго-Западного фронта, немецкий удар с задействованием массы танков был успешным. Атаковав сильно ослабленные войска 28-й и 21-й армий, к тому же не успевших создать сколько-нибудь существенную оборону после их поражения в конце июня — начале июля, к концу 11 июля 6-я полевая и 4-я танковая армия прорвались в тыл фронта до 180 километров, выйдя в район Дёгтево, и создали угрозу тылам Южного фронта. Штаб Юго-Западного фронта потерял управление войсками. В последующие дни 4-я танковая армия достигла Морозовска (15 июля), а 16 июля — Миллерово. Воспользовавшись тяжёлой ситуацией, атаковавшая с запада немецкая 1-я танковая армия сумела наконец прорвать оборону советской 37-й армии и 18 июля ворвалась в Каменск-Шахтинский.
Тем самым угроза нависла над Южным фронтом, несмотря на то, что его войска достаточно организованно отошли и упорно оборонялись на новом рубеже. Дальнейшее продвижение немецких войск на юг создавало реальную угрозу окружения советских войск в Донбассе, прорыва немцев к Сталинграду и на Северный Кавказ. Ещё 10 июля Сталин приказал войскам Северо-Кавказского фронта срочно занять оборону по левому берегу реки Дон и преградить путь на Кавказ. Также 11 июля он приказал максимально ускорить строительство оборонительных сооружений в районе Сталинграда и занять их войсками 62-й армии и начать строительство оборонительных рубежей в тылу Южного и Юго-Западного фронтов. Поскольку явно выразились главные направления ударов противника по расходящимся направлениям, то Юго-Западный фронт был преобразован в Сталинградский фронт, усилен тремя резервными армиями и получил задачу оборонять подступы к Сталинграду, а в Южный фронт 12 июля были переданы из Юго-Западного фронта 28-я, 37-я, 57-я и 9-я армии.
Первоначально Южному фронту было поручено создать устойчивую оборону в районе Миллерово, но ввиду глубокого прорыва противника уже 15 июля фронту был отдан приказ отвести войска за Дон и создать оборону по его южному берегу от Верхне-Курмоярской и далее по рубежу Ростовского укрепленного района.
Фронт обороны 28-й и 57-й армий был разрезан противником. Войска этих армий избежали окружения: часть их отходила на восток, а другая часть — на юг. В районе Миллерово попали в окружение 38-я и 9-я армии. Их основная часть сил не смогла пробиться на юг к основным силам Южного фронта и была вынуждена прорывать кольцо окружения на восток.
Таким образом, к 18-20 июля северный фланг Южного фронта был разгромлен. Попытка восстановить его путём контрудара бывшей ранее в резерве фронта 24-й армии на Миллерово с юга не удалась: основные силы армии на подходе к Миллерово попали под удар основных сил немецкой 1-й танковой армии и понесли большие потери. В итоге немецкие войска вырвались на оперативный простор.
Эта ситуация была ими использована: по приказу Гитлера 4-я танковая армия была повёрнута со сталинградского направления на ростовское и стремительно двинулась к Ростову-на-Дону. 21 июля эта армия ворвалась в город Шахты, 22 июля — в Новочеркасск, 23 июля — в Ростов-на-Дону. 24 июля противник полностью овладел Ростовом, по сводкам Генерального штаба РККА, до 27 июля отдельные подразделения продолжали вести уличные бои в Ростове.
Советская 56-я армия не смогла оказать должного сопротивления в Ростовском укреплённом районе и обеспечить отход войск Южного фронта за Дон. Хотя советские войска смогли воспользоваться отсутствием сплошного фронта окружения, и основные силы Южного фронта в конце концов сумели выйти с боями на южный берег Дона и занять там оборону, но это было выполнено с большими потерями. Более того, немецким войскам удалось форсировать с ходу Дон и захватить ряд плацдармов на его южном берегу.

## Причины поражения
Неудачный исход операции стал  следствием ряда стратегических и оперативных просчётов советского командования: 
- Сталин не сумел оценить последствия поражения советских войск под Харьковом, неверно определил направление летнего наступления вермахта и своевременно не направил достаточных сил организации обороны на южном направлении.
- Резервы Ставки перебрасывались на юг уже в ходе тяжёлых оборонительных сражений, вводились в бой по частям, несли при этом тяжелые потери и не могли переломить ситуацию.
- Командование Юго-Западного и Южного фронтов не сумело организовать планомерного отхода войск по рубежам,
- Оказался не готовым к прочной обороне Ростовский укрепленный район[источник не указан 471 день].
- При отходе советских войск частым явлением стала утрата связи командующих фронтов и армий с своими войсками по нескольку дней, при приводило к потере управления.

Германское командование максимально использовало высокую мобильность своих войск, умело перебрасывая крупные группировки на новые направления.

## Итоги операции
В ходе операции немецким войскам не удалось разгромить и уничтожить войска Южного и левого фланга Юго-Западного фронтов. Но они нанесли здесь Красной Армии тяжёлое поражение, сыгравшее исключительно важную роль в дальнейшем:
- противник полностью овладел стратегической инициативой на всем южном крыле советско-германского фронта,
- была создана непосредственная угроза району Сталинграда (немецкое наступление на Сталинград развернулось ещё в ходе операции, 12 июля) и Северному Кавказу (наступление на Кавказ началось без паузы, 25 июля)
- войска Южного и Юго-Западного фронтов понесли тяжелые потери, что значительно ослабило их боеспособность и обусловило дальнейшие успехи противника.
- противник полностью овладел важнейшим экономическим районом — Донбассом, что резко ухудшило экономическое положение СССР
- оказалась исчерпана основная масса подготовленных за первую половину 1942 года советских стратегических резервов (на южном направлении в июле были брошены в бой сразу 6 резервных армий), из-за чего стало нечем парировать и отражать последующие удары немецких войск[источник не указан 471 день].

Общие потери советских войск в операции неизвестны. Войска Южного фронта потеряли в ней 128 460 человек безвозвратно и 64 753 человек как санитарные потери (всего 193 213 человек), но потери армий левого фланга Юго-Западного фронта в Донбасской оборонительной операции вычленить из общих потерь фронта в Воронежско-Ворошиловградской стратегической оборонительной операции не представляется возможным (с учётом характера боёв эти потери сопоставимы с потерями Южного фронта).
Потери немецких войск неизвестны.